# Paice Ashton Lord
I Paice Ashton Lord sono stati un gruppo musicale britannico fondato nel 1976 dagli ex Deep Purple Jon Lord e Ian Paice e dall'ex pianista e cantante degli Ashton, Garnder & Dyke, Tony Ashton. Il gruppo si è sciolto nel gennaio del 1978.

## Storia
La storia dei PAL inizia ufficialmente il 21 agosto 1976, quando Jon Lord annuncia alla stampa inglese il varo della sua nuova avventura musicale in compagnia di Ian Paice e Tony Ashton, cui si erano aggiunti al termine di una lunga serie di audizioni il bassista Paul Martinez (ex Stretch) e il chitarrista/cantante Bernie Marsden, ex Cozy Powell's Hammer.
Poco dopo l'avvenuta presentazione Ashton accompagna Lord negli Stati Uniti per rifinire il materiale composto durante l'estate, dando appuntamento al resto della band a settembre presso i Musicland Studios di Monaco di Baviera. Presenti all'appello saranno anche il produttore Martin Birch e il sassofonista Howie Casey, già dei Wings di Paul McCartney, che riceverà carta bianca per il reclutamento degli altri ottoni. Non paghi della ricchezza di suono così ottenuta, verrà altresì deciso di integrare due voci femminili di supporto, Sheila e Jeanette McKinley. Tutto il team alloggerà presso l'Hotel Arabella, una storica struttura che suggerirà il brano omonimo e la futura title track del disco, ispirata al biascicare di un cliente ubriaco che si sforzava di citare il capolavoro di Lewis Carroll: Malice in Wonderland.
Ad album ultimato, l'etichetta discografica inizia a manifestare una certa perplessità per l'iniziativa. L'uscita di Malice da febbraio slitta a marzo, e il programmato tour europeo è annullato, fatte salve cinque date inglesi contemporanee alla distribuzione del disco. In compenso la curiosità per una band che conta due ex Deep Purple in formazione induce la BBC a sollecitare un loro concerto per il doppio programma radio/televisivo Sight & Sound in Concert. Il gruppo decide avventatamente di approfittare della ghiotta occasione promozionale anticipando il proprio esordio live al 10 marzo, come richiesto dalla BBC. Senza adeguata preparazione, tuttavia, i problemi tecnici si moltiplicheranno, e lo stesso Ashton, meno uso di Lord e Paice a certe ribalte, si produrrà in un'esibizione non all'altezza del proprio talento. Il concerto sarà messo in onda il 19 marzo, una settimana prima dell'uscita di Malice e della prima data ufficiale della band (nel 1992 la collana BBC Radio1 immortalerà su CD l'evento: BBC Radio 1 Live in Concert: Paice Ashton Lord).
Concluso il mini-tour britannico, Lord e Ashton fanno ritorno negli Stati Uniti per una serie di promozioni radiofoniche, per quindi raggiungere ancora una volta il resto della band a Monaco e procedere alla registrazione del nuovo album. Preso però atto del disinteresse del mercato per la formula proposta, dopo avere brevemente considerato di integrare David Coverdale - portando così a tre gli ex Deep Purple in formazione -, pochi mesi dopo Tony e Jon dichiarano conclusa l'esperienza.
L'ultimo atto si terrà invece nel 2000, in occasione del Tony Ashton Memorial Show, un concerto volto a raccogliere fondi per Tony, gravemente ammalatosi nel '99 (morirà tre anni dopo). In quell'occasione si ritrovarono le Tony Ashton e John Entwistle Band, i Company of Snakes (per l'occasione rinforzati da Lord e Paice) e, naturalmente, i  PAL, con il solo Neil Murray a sostituire l'allora indisponibile Martinez. Della serata esiste una duplice testimonianza audio e video, Tony Ashton & Friends Live at Abbey Road, pubblicata nel 2000 e riproposta in edizione ampliata nel 2009 con il titolo Endangered Species, cui i PAL contribuiscono con quattro brani.
Del 2001 l'edizione rimasterizzata di Malice in Wonderland integrata da inediti registrati per l'ipotetico secondo album, alcuni dei quali in fase ancora strumentale.

## Formazione
- Tony Ashton - voce, pianoforte
- Jon Lord - tastiere
- Ian Paice - batteria
- Bernie Marsden - voce, chitarra
- Paul Martinez - basso

## Discografia

### Album in studio
- 1977 - Malice In Wonderland

### Album live
- 1992 - BBC Radio 1 Live In Concert
- 2000 - Tony Ashton and Friends Live at Abbey Road (a.k.a. Endangered Species)